# Vézinnes
Vézinnes település Franciaországban, Yonne megyében. Lakosainak száma 157 fő (2022. január 1.). Vézinnes Tronchoy, Junay, Vézannes, Bernouil, Cheney, Dannemoine és Roffey községekkel határos.

## Népesség
A település népessége az elmúlt években az alábbi módon változott:
| Lakosok száma | 181  | 168  | 166  | 159  | 158  | 156  | 157  | 157  | 157  |
|               | 2013 | 2015 | 2016 | 2017 | 2018 | 2019 | 2020 | 2021 | 2022 |